# Frederick Williams
Frederick „Fred“ Williams, auch unter dem Spitznamen La Prieta bekannt, war ein englischer Fußballspieler auf der Position des Stürmers, der nachweislich zwischen 1915 und 1920 für den Pachuca AC spielte und mit diesem Verein zweimal die mexikanische Meisterschaft gewann. 
Seine erfolgreichste Spielzeit – zumindest in Mexiko – war die Saison 1917/18, als er erstmals die mexikanische Meisterschaft gewann und mit seinen fünf Treffern in zehn Spielen außerdem Torschützenkönig der mexikanischen Liga wurde, wenngleich er sich diesen Titel mit den ebenso erfolgreichen Torjägern Lázaro Ibarreche vom Club España und seinem Mannschaftskameraden Horacio Ortiz teilen musste. 
Nachdem der Verein unmittelbar nach dem nächsten Titelgewinn von 1920 aufgelöst worden war, gingen viele seiner ehemaligen Spieler in die Hauptstadt, um für in Mexiko-Stadt ansässige Vereine in der neu kreierten Hauptstadtliga zu spielen. Es ist nicht bekannt, ob Williams auch diesen Schritt gegangen ist bzw. wo er fortan lebte. 